# ユニコーンの角 (erial TV dramaの曲)
「ユニコーンの角」（ユニコーンのつの）は、日本のバンド、serial TV dramaの楽曲で、メジャー1枚目（通算4枚目）のシングルである。2010年11月17日に発売（発売元はソニー・ミュージックレコーズ）。

## 解説
ボーカルが伊藤文暁から鴇崎智史に変わって最初となるシングル。
表題曲は、伊藤在籍時から既に作り始めていた楽曲だったが、鴇崎の加入に伴いそれを鴇崎にどう寄せるかで大変だったとギター担当の新井弘毅が語っている。カップリング曲の「ROCK SAVES YOU」3曲は鴇崎加入後に制作された楽曲で、「〜栄光への反逆〜」という副題が付けられた組曲形式となっている。この3曲は新井がどうしても入れたかったという曲で、「シングルが1曲だけで判断されてしまう」ということに対し、これらの曲を収録することで「シングルだけど作品」といえるようにしたかったと語っている。制作にあたっては、1枚目のシングルということからバンドの紹介をしたいということと、鴇崎の持つ良さをふんだんに生かす曲にしたかったという考えから作られた。
CDジャケットやPRのポスターにはテレビが爆破されている写真が用いられている。これは、2011年7月の地上デジタル放送への移行に対する応援の意が込められており、PRポスターには「地上およびBSのアナログ放送は終了し、デジタル放送へ移行します。」という案内が書かれている。
このシングルの発売記念として、同年12月14日に「release PARTY !!!! 〜世界のユニコーンに捧ぐ〜」と題したレコ発ライブを、東京都の新代田FEVERで開催した。

## 収録曲
- 収録内容及びクレジットは、TOWER RECORDS ONLINEの紹介ページより引用[3]。
- 全作曲：新井弘毅　編曲：serial TV drama

1. ユニコーンの角 (4:34) 
  - 作詞：シライシ紗トリ/新井弘毅
2. ROCK SAVES YOU -Dream- (1:16)
  - 作詞：新井弘毅
3. ROCK SAVES YOU -You can change- (4:30)
  - 作詞：新井弘毅
4. ROCK SAVES YOU III&IV -Good bye, Yesterday- (5:34)
  - 作詞：新井弘毅